# 4884 Bragaria
4884 Bragaria è un asteroide della fascia principale. Scoperto nel 1979, presenta un'orbita caratterizzata da un semiasse maggiore pari a 2,2241687 UA e da un'eccentricità di 0,1681029, inclinata di 4,70032° rispetto all'eclittica.